# Euzebyales
Euzebyales es un orden de bacterias grampositivas de la clase Nitriliruptoria. Actualmente contiene sólo una familia (Euzebyaceae) y un género (Euzebya). Fue descrito en el año 2010. Su etimología hace referencia al microbiólogo francés Jean Paul Marie Euzéby.Son bacterias aerobias e inmóviles. Catalasa y oxidasa positivas. Se han aislado de aguas marinas y de pepinos de mar. 

## Taxonomía
Actualmente el género Euzebya contiene 3 especies:
- Euzebya pacifica
- Euzebya rosea
- Euzebya tangerina